# 矢田あき
矢田 あき（やだ あき、1983年11月16日 - ）は、日本の元AV女優。
秋田県出身。血液型:AB型。身長:151cm。スリーサイズ:B80(B)・W55・H80。

## 略歴・人物
2003年にAVデビュー。中出し・アナルセックス・放尿・野外露出などハードなプレイもこなしたロリ系のAV女優である。
短期間の活動で引退。

## 出演作品

### アダルトビデオ
2003年
- HIGH SCHOOL FUCK（1月15日、アイデアポケット）
- 解散 ムーディーズ娘。4（2月15日、MOODYZ）
- AVおじゃマンボウ マル秘撮影現場にあいのり!（2月15日、MOODYZ）
- 涙目ごっくん姉妹（3月15日、MOODYZ）
- ロリータ外国人乱交 2（4月15日、MOODYZ）
- ミニモミ。 FUCKだぴょん! 5ばん（5月31日、メディアステーション）
- ザ レズファイト 2（6月5日、SODクリエイト）
- 芽生え -ANAL-（6月20日、桃太郎映像出版）
- ANAL CORE BURST ～肛門調教～（7月1日、バニーズバニー）
- アナルファッカーズ ～あなたに最高のアナルSEX教えてアゲル～ （7月5日、SODクリエイト）…オムニバス作品
- 8人の眠り姫たち 前編（8月3日、SODクリエイト）
- 8人の眠り姫たち 後編（9月5日、SODクリエイト）
- 酔娘伝 6（9月19日、桃太郎映像出版）
- 優しく…犯ってね…（10月4日、アイエナジー）
- NO.1 超（スーパー） ミニスカ軍団（11月6日、アイエナジー）
- 美少女 4時間10人斬り（12月18日、アイエナジー）

2004年
- 不法チン入 3 美人妻満載（6月4日、アイエナジー）